# Potamoidea
Potamoidea (лат.) — надсемейство пресноводных крабов. Potamonautidae обитают в прибрежных водах Африки и прилегающих островов. Potamidae распространены по берегам Средиземного моря, на Сокотре и до самой Северной Индии, а также в Восточной и Юго-Восточной Азии.

## Классификация
На декабрь 2019 года в надсемейство включают 2 семейства:
- Семейство Potamidae Ortmann, 1896
  - Подсемейство Potaminae Ortmann, 1896
  - Подсемейство Potamiscinae Bott, 1970
- Семейство Potamonautidae Bott, 1970
  - Подсемейство Deckeniinae Ortmann, 1897
  - Подсемейство Hydrothelphusinae Colosi, 1920
  - Подсемейство Potamonautinae Bott, 1970

Два ранее признанных семейства, Deckeniidae и Platythelphusidae, теперь включаются в семейство Potamonautidae.

## Палеонтология
Семейство Potamidae известно с палеоцена, а Potamonautidae — с миоцена.